# Trento-Bondone

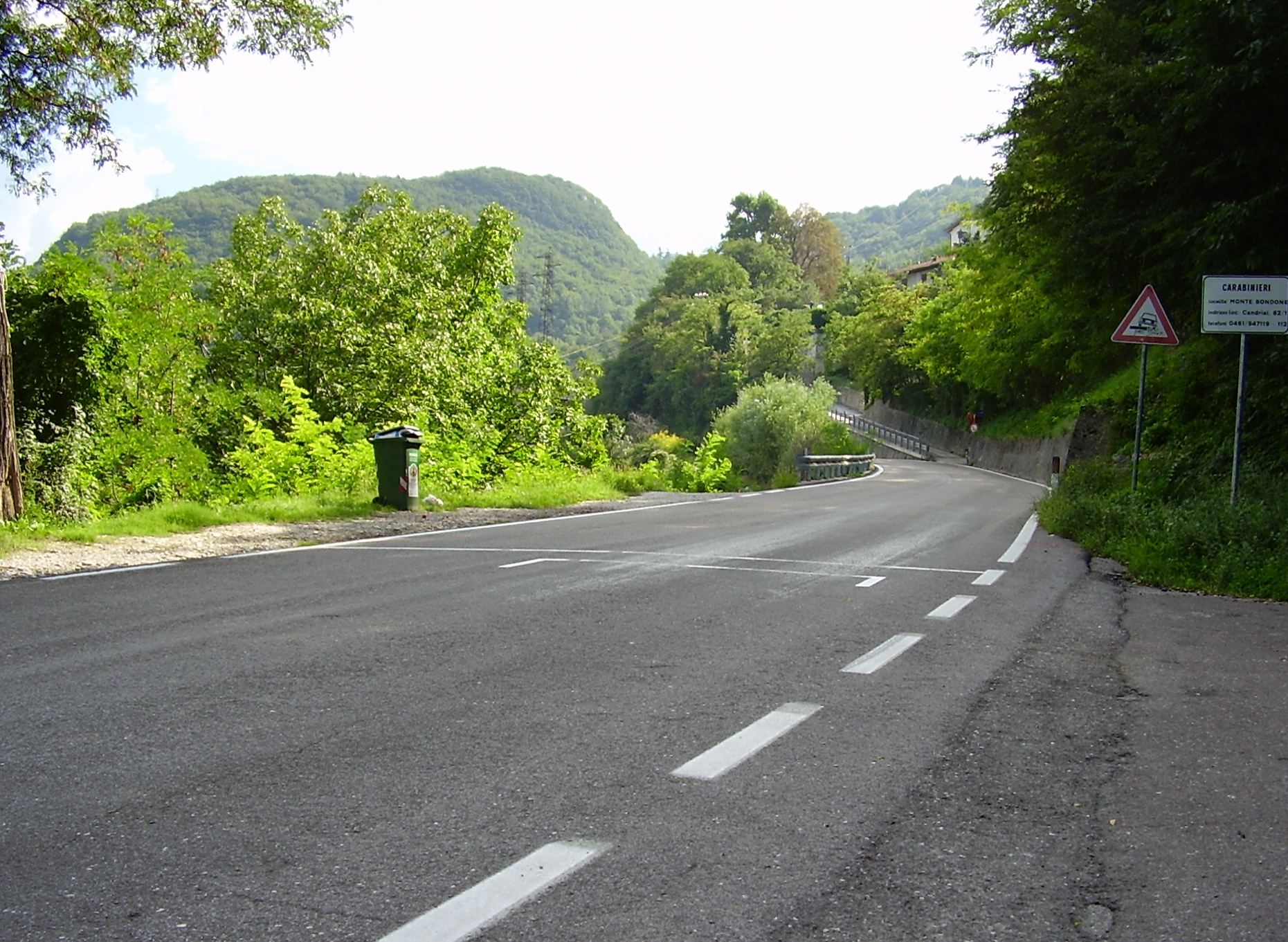
La linea di partenza

La Trento-Bondone è una delle più vecchie e lunghe gare automobilistica e motociclistica in salita d'Italia e d'Europa. Si svolge in provincia di Trento, attraversando i principali abitati del Monte Bondone. La partenza è situata in località Montevideo, alle porte della città di Trento. Il percorso si sviluppa poi risalendo i tornanti e attraversando le località di Sardagna, Candriai, Vaneze e infine Vason, dove è posto il traguardo, a oltre 1.600 metri di altitudine.
Spesso viene definita "L'università delle salite".

## Descrizione
La gara si sviluppa su un tracciato di circa 17 chilometri, con una pendenza media del 9%, che in alcuni tratti supera anche il 12%. Il percorso è estremamente vario e spettacolare, caratterizzato da oltre 40 tornanti e da più di 90 curve, intervallati da brevi rettilinei.
Il record è di 9’00”52, ottenuto da Simone Faggioli il 2 luglio 2017 a bordo di una Norma M20 FC, alla media di 115,2 km/h e migliorando il precedente di 9'07”66 che egli stesso aveva ottenuto il 3 luglio dell'anno precedente, sempre a bordo di una Norma M20 FC. 
Le iscrizioni si aprono nella primavera dello stesso anno della manifestazione, mentre l’elenco ufficiale dei partecipanti viene solitamente pubblicato pochi giorni prima della gara. 
Al termine della competizione, le vetture sostano presso il parco chiuso allestito in località Rocce Rosse, prima di effettuare la discesa. I paddock e le verifiche tecniche si tengono invece presso il parcheggio ex Zuffo, nella zona sud della città, da cui i concorrenti si muovono verso la partenza grazie a brevi chiusure temporanee del traffico. 
Ad oggi la competizione è valida per EHC (European Hill Climb Championship), HHC (Historic Hill Climb Championship), CAMPIONATO SUPERSALITA, e CIVM NORD (Campionato Italiano Velocità Montagna). 

## Storia

Il marchese de Sterlich Aliprandi su Maserati 2000. Vincitore assoluto 1927

La prima edizione della corsa si è svolta il 5 luglio 1925. Fu vinta dall'ingegner Ruggero Menestrina, al volante di una Fiat 501. Le altre edizioni fino al 1928 furono vinte da: Gilberto Mayr su Ansaldo 2000 e per la categoria turismo ancora da Menestrina (1926), Prospero Gianferrari su Alfa Romeo 6C 1500 (giugno 1927), marchese Diego de Sterlich Aliprandi alla guida di una Maserati (settembre 1927), Pastore su Maserati (1929). La competizione fu sospesa dal 1929 al 1937. L'Automobile Club Trento ci riprovò nel 1938 e 1939 con altre due edizioni, che fanno registrare le vittoriose prove della Fiat 1100 Sport di Monticello e Palmieri e di Lancia Aprilia di Cesare Granetto (1896-1951). Nel 1940 la gara fu sospesa in seguito agli eventi bellici. La corsa ricomincia nel 1950 ed è vinta da Salvatore Ammendola con una Alfa Romeo Giulietta Sprint Speciale. Nel 2000 si festeggia la 50ª edizione con una pubblicazione e nel 2010 si svolge la 60ª edizione alla quale è dedicata un'altra pubblicazione. 
La Trento-Bondone svoltasi il 19 luglio 1961 fu la prima gara ufficiale cui partecipò il campione Giacomo Agostini, giungendo secondo a bordo della sua Moto Morini 175 Settebello, strettamente di serie.
Dal 1958, edizione vinta da Wolfgang von Trips, ha iniziato a far parte, quasi continuativamente, del Campionato europeo della montagna.

## Caratteristiche tecniche del tracciato
- Lunghezza del percorso: 17.300 metri
- Quota di partenza: 308 metri s.l.m.
- Quota di arrivo: 1.658 metri s.l.m.
- Dislivello complessivo: 1.350 metri
- Pendenza media: 8,88%

### Descrizione del tracciato
La partenza avviene in località Montevideo, su un tratto iniziale di circa 100 metri con una pendenza del 9%. Si tratta di una partenza veloce, seguita da un primo tornante che si affronta dopo circa 700 metri: si giunge al tornante velocemente, ha ingresso piuttosto aggressivo e un'uscita più larga, che consente di mantenere una buona velocità in uscita.
Nei primi 1,3 chilometri si incontrano altri tre tornanti:
- Secondo tornante: aperto (a raggio ampio), su pendenza ridotta.
- Terzo tornante: chiuso (a raggio ridotto).
- Quarto tornante: aperto, su pendenza elevata.

Tra i tornanti, i tratti di collegamento risultano mediamente veloci, con curve che favoriscono un buon ritmo.
Dopo questi primi tratti, la gara prosegue con due sezioni veloci intervallate da un tornante e alcune curve strette, raggiungendo l’abitato di Sardagna dopo circa 3 chilometri e circa 550 metri di dislivello. In uscita dal paese, il tracciato propone una curva a 90° stretta.
Dopo Sardagna il percorso rimane veloce fino a raggiungere la zona dei "sette tornanti", una serie ravvicinata di curve strette (teatro di una gara automobilistica oggi non più disputata). Qui si guadagnano circa 70 metri di dislivello in meno di un chilometro, raggiungendo il chilometraggio totale di 5,5 km dalla partenza.
Segue un tratto molto rapido di circa 1,5 chilometri, rallentato intorno al sesto chilometro da due curve consecutive a 90°, arrivando al tredicesimo tornante. L'accesso a Candriai, situato a circa 7,8 chilometri dalla partenza, avviene attraverso un tratto veloce tra il tredicesimo e il quattordicesimo tornante, caratterizzato da curve veloci alternate a una curva a gomito posizionata circa 300 metri prima del quattordicesimo tornante. Candriai presenta circa quattro tornanti e numerose curve strette. In particolare, all’ottavo chilometro di gara si affronta un tornante molto ampio (sedicesimo), seguito da due curve a 90° separate da un rettilineo di circa 40 metri (spesso teatro di incidenti).
La salita è pressoché costante lungo tutta la gara, con l’unica eccezione di alcuni brevi tratti in piano: nella zona di Sardagna (all'inizio dei sette tornanti), all’ingresso di Candriai (in prossimità dell’Hotel Alla Posta) e in località Pra della Fava (presso il tornante dell’ex centro Degasperi).
[in aggiornamento...]

## Albo d'oro[11].
| Anno | Pilota          | Vettura                 | Tempo    | chilometraggio |
| ---- | --------------- | ----------------------- | -------- | -------------- |
| 2025 | Simone Faggioli | Nova Proto NP01 BARDAHL | 9'02"056 | km 17.3        |
| 2024 | Luigi Fazzino   | Osella Pa30             | 9'16"80  | km 17,3        |
| 2023 | Simone Faggioli | Norma M20 FC            | 9'17"69  | km 17,3        |
| 2022 | Simone Faggioli | Norma M20 FC            | 9'04"65  | km 17,3        |
| 2021 | Simone Faggioli | Norma M20 FC            | 10'45"22 | km 17,3        |
| 2019 | Simone Faggioli | Norma M20 FC            | 9'56"19  | km 17,3        |
| 2018 | Christian Merli | Osella FA 30 Zytek Lpr  | 9'21"53  | km 17,3        |
| 2017 | Simone Faggioli | Norma M20 FC            | 9'00"52  | km 17,3        |
| 2016 | Simone Faggioli | Norma M20 FC            | 9'07"66  | km 17,3        |
| 2015 | Simone Faggioli | Norma M20 FC            | 9'10"68  | km 17,3        |
| 2014 | Simone Faggioli | Norma M20 FC            | 9'22"15  | km 17,3        |
| 2013 | Simone Faggioli | Osella FA 30 Zytek      | 9'20"48  | km 17,3        |
| 2012 | Simone Faggioli | Osella FA 30            | 9'25"69  | km 17,3        |
| 2011 | Simone Faggioli | Osella FA 30            | 9'23"19  | km 17,3        |
| 2010 | Simone Faggioli | Osella FA 30            | 9'32"65  | km 17,3        |
| 2009 | David Baldi     | Osella FA 30 Zytek      | 9'47"46  | km 17,3        |
| 2008 | Lionel Regal    | Reynard 01L V8 Mugen    | 9'44"29  | km 17,3        |
| 2007 | Lionel Regal    | Reynard 01L             | 9'40"16  | km 17,3        |

[in aggiornamento...]